# 아마노 고타
아마노 고타(일본어: 天野 恒太, 1987년 6월 22일 ~ )는 일본의 전 축구 선수이다.

## 구단 경력
과거 SC 사가미하라에서 활동하였다.